# Стришова
Стришова (пол. Stryszowa) — село в Польщі, у гміні Ґдув Велицького повіту Малопольського воєводства.
Населення — 270 осіб (2011).

## Демографія
Демографічна структура станом на 31 березня 2011 року:
|          | Загалом | Допрацездатний вік | Працездатний вік | Постпрацездатний вік |
| -------- | ------- | ------------------ | ---------------- | -------------------- |
| Чоловіки | 133     | 29                 | 96               | 8                    |
| Жінки    | 137     | 25                 | 90               | 22                   |
| Разом    | 270     | 54                 | 186              | 30                   |